# سامی اویامه ماونه
سامی اویامه ماونه (انگلیسی: Samy-Oyame Mawene؛ زادهٔ ۱۲ نوامبر ۱۹۸۴) بازیکن فوتبال اهل جمهوری کنگو است.
از باشگاه‌هایی که در آن بازی کرده‌است می‌توان به باشگاه فوتبال پاریس، باشگاه فوتبال کان، باشگاه فوتبال بری، باشگاه فوتبال میلوال، و باشگاه فوتبال استافورد رانجرز اشاره کرد.